# Odumase, Sunyani West

Odumase är en ort i västra Ghana, belägen strax norr om Sunyani. Den är huvudort för distriktet Sunyani West, och folkmängden uppgick till 16 542 invånare vid folkräkningen 2010.